# 2021年泸县地震
2021年泸县地震是指2021年9月16日凌晨发生于中国四川省泸州市泸县的强烈地震。该次地震震中位于北纬29.20度，东经105.34度，震级为Ms 6.0级，震源深度约为10千米。截至2021年9月17日，该次地震已造成至少3人死亡和146人受傷。此外，该次地震共导致1400余间房屋倒塌、6400余间严重损坏、约2.9万间一般损坏。

## 发震机制
印度板块以大约每年50毫米的速度向北与欧亚板块会聚，形成了青藏高原。四川盆地位于该高原的东缘，东北—西南向断裂较多，地质活动十分频繁。此外，周边地区的其他走滑断层和逆断层也延伸交叉分布于此，是中国构造活动十分强烈的地区。尤其是在2008年汶川大地震发生后，四川盆地内部的应力状态发生变化，地震活动趋于增强。不过，虽然四川南部地区的地质构造较为简单，地层倾角较小，但由于应力状态较为复杂，因此发生地震的条件也足够充分。例如，致使13人死亡、229人受伤的2019年长宁地震就发生在此次地震震中附近。
根据中国地震局地球物理研究所的分析，此次地震为逆冲型地震，矩心震源深度约6千米。

## 观测研究
在地震发生后约5秒钟，中国地震预警网通过地震预警终端、应急广播、电视、APP和微博等渠道向震中附近地区发布了地震预警，并在震后6分钟自动生成了该次地震的仪器烈度图。
中国地震台网测定，该次地震震中位于中国四川省泸州市泸县（北纬29.20度，东经105.34度），震级为Ms 6.0级，震源深度约为10千米。此外，根据四川省地震局的推定，该次地震最大烈度为8（VIII）度。而根据中国地震局地球物理研究所的分析结果，该次地震震级为MW 5.3级，最大烈度可能会达到8（VIII）度以上。
此外，其他国家测定的震级在数值上比上述数值低。美国地质调查局认为，该次地震震中位于中国重庆市永川区西西南约52千米处（北纬29.182度，东经105.391度），震级为MW 5.4级、mb 5.9级，震源深度约为10.0千米，最大烈度为7（VII）度。而亥姆霍兹德国地球科学研究中心推定称，该次地震发生于中国四川省（北纬29.19度，东经105.36度），震级为MW 5.5级，震源深度约为10千米。此外，欧洲地中海地震中心测定的震级相对较低，为MW 5.4级。

## 震后响应
地震发生后，泸县共调集武警、消防等7400余名救援人员，出动304辆车辆和95台巡逻艇和挖掘机等救援设备。此外，泸县当地将泸县二中、九曲河公园等121个场所设为避难安置点，共搭建2500顶临时帐篷，调拨20700张折叠床、20600个被子和1万多件其余生活物资。截至2021年9月17日，震区共紧急转移76548人、紧急转移安置14400人。
为进行灾区居民临时生活救助、紧急转移安置和受灾人员救治等工作，四川省共向灾区拨款5000万元人民币。、
由于灾区搜救工作基本完成、震情基本稳定，四川省抗震救灾指挥部办公室决定自2021年9月20日12时起，灾区由应急救援阶段转为恢复重建阶段。

## 震害情况
震中所处的泸州市泸县震感强烈。此外，震中距约197千米的成都市市区内震感也较为明显。根据中国地震局地球物理研究所分析，极震区的烈度可能达8（VIII）度以上，受灾范围近4000平方千米。美国地质调查局根据互联网在线震感调查页面中收到的至少20份报告，推测该次地震的最大烈度为7（VII）度，与该机构根据震源参数计算出的烈度相符。该机构还根据测定的地震参数，认为尽管当地存在一些抗震结构，但由于该地区的居民主要居住在易受地震震动影响的土坯砌块或带泥结构的无筋砖结构中，因此造成的经济损失达到1亿至10亿美元的可能性最大（34%）。但同时该机构也认为，该次地震造成的死亡人数小于等于1人的可能性最大（65%）。然而，截至2021年9月17日，该次地震已造成至少3人死亡和146人受伤。其中，2名死者是因预制板房出现大面积垮塌而遇难的。
受地震影响，泸县当地5条10kV线路暂停供电，导致约2万户用户停电，随后于9月17日恢复。泸县客运站墙体受损严重，已在地震发生当日开始暂停运营。泸县站当日9时50分之前的3班次高铁停运。此外，泸县当地有106个通讯基站的信号中断。震中附近的福集镇、嘉明镇和得胜镇因房屋倒塌，天然气管道需要抢修，导致678户暂时停气。泸州市、宜宾市、内江市、自贡市和资阳市等地有42座小型水库出现了不同程度的受损。其中，有10处堤防（5.62千米）、32处灌溉工程（12.2千米）和9处供水工程（8千米）受损，但暂未发生重大险情。
成都理工大学地质灾害防治与地质环境保护国家重点实验室经过实地调查后发现，位于泸县内的玉蟾山区出现了小规模的崩塌，一定程度上影响了附近道路的通行。
该次地震共导致1400余间房屋倒塌、6400余间严重损坏、约2.9万间一般损坏。其中，受损的房屋主要是建设年代较早的老楼房，在2008年汶川大地震后新建楼房的受损情况较少。隶属于泸县管辖的福集镇，由于一些楼房楼顶的围墙大面积脱落，导致下方向外突出的屋檐被砸毁，造成了二次垮塌。
位于泸县的一家储酒仓库内有170多个陶瓷罐受损，超过150吨的白酒泄漏。泸州市消防等部门通过以水稀释的方法降低了事故现场的白酒浓度，以防止发生火灾。